# Petar Vujičić
Petar Vujičić, cyr. Петар Вујичић (ur. 27 czerwca 1924 w Boljevci, zm. 4 grudnia 1993 w Nowym Sadzie) – serbski tłumacz.

## Życiorys
Ukończył studia na Wydziale Filozoficznym Uniwersytetu Belgradzkiego. Pracował jako bibliotekarz i tłumacz z języka polskiego, rosyjskiego, czeskiego i niemieckiego. Przełożył m.in. Nad Niemnem Elizy Orzeszkowej (1964), nowele Henryka Sienkiewicza, dzieła Fiodora Dostojewskiego, Thomasa Manna oraz kilkadziesiąt powieści współczesnych jemu autorów (m.in. Jerzego Andrzejewskiego, Jarosława Iwaszkiewicza, Romana Bratnego, Tadeusza Brezę, Jana Parandowskiego, Tadeusza Różewicza, Stanisława Lema). Dokonał opracowania i wyboru poezji współczesnych polskich poetów (np. Zbigniewa Herberta, Konstantego Ildefonsa Gałczyńskiego, Juliana Przybosia, Marii Pawlikowskiej-Jasnorzewskiej, Tadeusza Różewicza, Czesława Miłosza). Przetłumaczył w sumie 150 książek.
Twórczość Herberta tłumaczył już w latach 50., z czasem (dzięki także Slavko Šanticiowi) doprowadzając do znacznej rozpoznawalności poety w Jugosławii. Z Herbertem Vujičicia łączyła także przyjaźń, pamięci Serba poświęcony jest wiersz Herberta – „Do Piotra Vujičića”, opublikowany w tomie Rovigo (1992).
Jego uczennicą była Biserka Rajčić. Większość życia mieszkał na ulicy Čika Ljubina 6 w Belgradzie.